# Mario Drescher
Mario Drescher (* 4. August 1987 in Rottenmann) ist ein österreichischer Biathlet.

## Werdegang
Der gelernte Tischler bestritt im Jahr 2000 seine ersten Biathlon-Wettkämpfe. 
Nachdem er bei den Jugendweltmeisterschaften 2005 in Kontiolahti erfolgreich abgeschnitten hatte – unter anderem war ihm der zweite Rang und damit die Silbermedaille im Einzelwettkampf gelungen –, nominierte der österreichische Verband ihn zu Beginn des Winters 2005/06 erstmals für den Europacup. Dort erreichte er in seinen ersten Rennen jedoch nie einen Platz in den Punkten, sein bestes Ergebnis blieb ein 47. Rang. 
Als Drescher im Europacup 2007/2008 überzeugende Leistungen zeigte und sogar einmal im Sprint Zehnter wurde, schaffte er die Nominierung für die Junioren-WM 2008 in Ruhpolding. Auch hier bestätigte er seine gute Form und platzierte sich im Einzelwettkampf auf dem 13. Rang. Mit der Staffel, bei der er als Startläufer lief, verpasste er als Vierter nur knapp eine Medaille. Kurz nach diesem ersten Großereignis im Juniorenbereich folgte ein weiteres; bei der Junioreneuropameisterschaft in Nové Město na Moravě gewann er mit der Staffel um Daniel Salvenmoser, Sven Grossegger und Dominik Landertinger die Silbermedaille. In den letzten Europacups der Saison platzierte er sich noch einmal in den Top Ten, als er Achter bei einem Sprint wurde.
Seit der Saison 2009/10 startet Drescher bei den Männern. Sein erstes Rennen im IBU-Cup bestritt er in Idre und wurde 107., einen Tag später an selber Stelle bei einem weiteren Sprint 55. In seinem dritten Rennen, einem Einzel in Ridnaun, gewann er als 35. erstmals Punkte. Es ist zugleich seine bislang beste Platzierung in dieser Rennserie. Erstes Großereignis bei den Männern wurden die Sommerbiathlon-Weltmeisterschaften 2012 in Ufa, bei denen er im Sprint den 15. Platz belegte.
National gehörte Drescher, der 2006 sein Training im Heeressportausbildungszentrum Hochfilzen begann, zu den erfolgreichsten Biathleten im Juniorenbereich. Nach mehreren österreichischen Meistertiteln bei Schüler- und Jugendmeisterschaften gewann er auch im Juniorenbereich einige Medaillen; insgesamt ist er neunmaliger nationaler Jugend- und Juniorenmeister. Zudem konnte er sich auch in den Gesamtwertungen des Austria Cups in den jeweiligen Altersstufen weit vorne klassieren. 
Bei den Männern wurde er 2008 an der Seite von Christoph Sumann und Andreas Zelzer im Staffelrennen ebenso wie 2010 hinter Michael Hauser und Philipp Blaim im Einzel Dritter der Österreichischen Meisterschaften. 
Seit 2009 verrichtet Drescher seinen Dienst bei der Polizei in Salzburg und ist Mitglied des nordischen Polizeikaders.
2013 holte er bei der Polizei-Europameisterschaft in Les Diablerets (Schweiz) drei Silbermedaillen in den Biathlonbewerben.
Mario Drescher (PI Mittersill) belegte im Jänner 2017 den zehnten Rang bei der dreitägigen Tour de Ramsau.